# GAP (photographie)
Pour les articles homonymes, voir Gap.

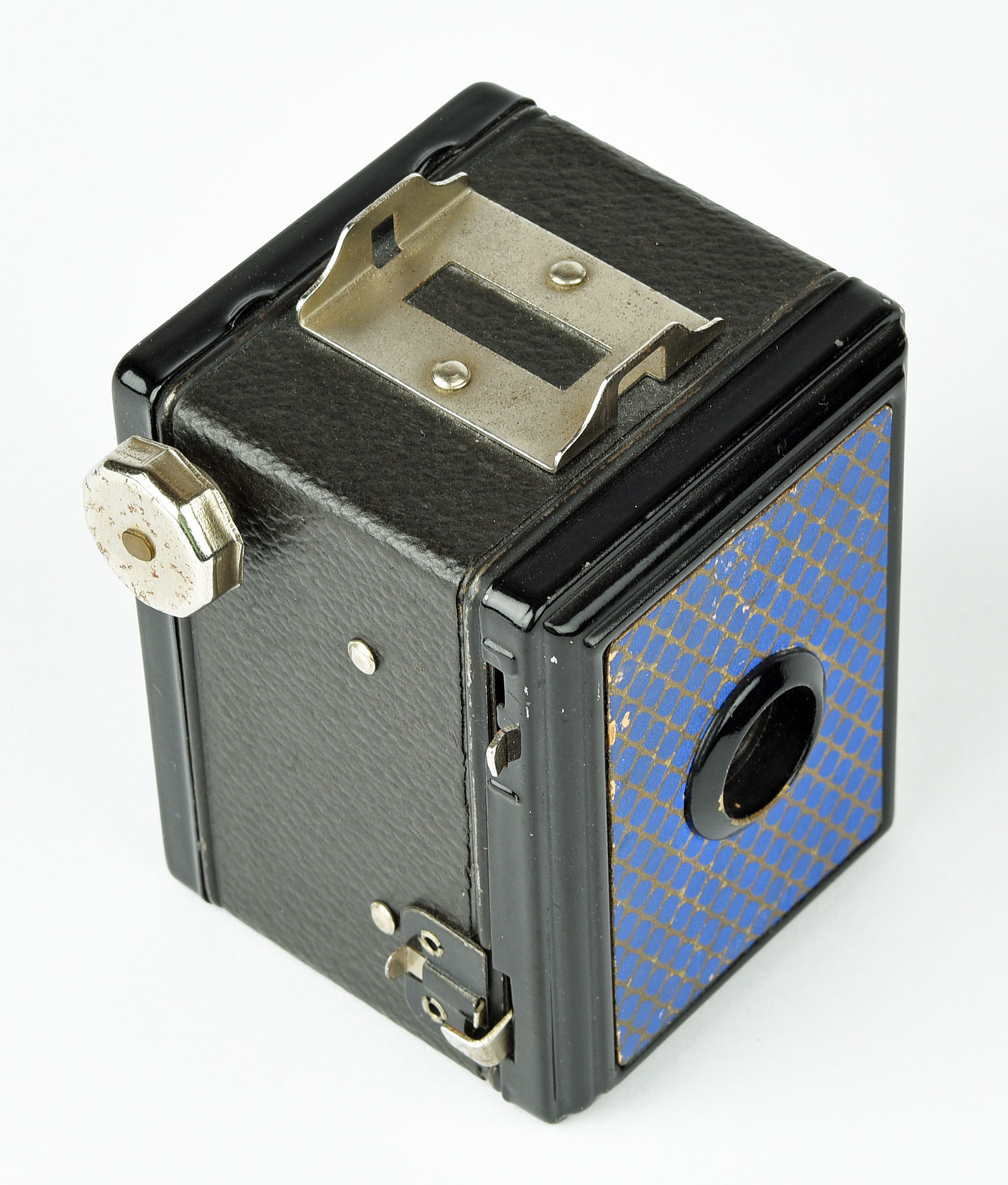
Box GAP 3 x 4 cm sur rouleau 127

GAP est une marque française disparue d'appareils et d'accessoires photographiques créée par Georges Paris dont les initiales sont probablement à la base du nom. Les premiers appareils ne portent aucune marque et l'apparition de la marque GAP n'est pas datée précisément. Le McKeown's price guide to antique and classic cameras classe d'ailleurs ces appareils sous la marque PARIS alors que Bernard Vial et Sylvain Halgand utilisent GAP.

## Histoire
Georges Paris fabrique dans les années 1930 des flashes et des lampes de poche. Vers 1933 il se lance dans l'importation de box allemands 3 x 4 cm sur rouleaux 127, des Gnom fabriqués par Lehman,.
Juste avant la Seconde Guerre mondiale il démarre sa propre production d'appareils du même type. La fabrication très simple à base de métal embouti, de gainages variés et d'accessoires facilement interchangeables donne naissance à une profusion de versions.
Vers 1947 la marque lance des box 6 x 9 sur format 120 toujours aussi simples techniquement,.
Vers 1950, sous la pression des appareils MIOM et Fex dont la visée à hauteur d’œil plus moderne attire la clientèle la marque lance le Supergap puis le Vog qui, contrairement à leurs concurrents restent métalliques.
Il est probable que le poids industriel des deux concurrents a asséché le marché et la marque doit se replier sur sa production initiale de lampes de poche.

## Collection
Ces appareils de débutant sont assez peu recherchés mais les box 3 x 4 aux façades fantaisie et les Supergap et Vog infiniment moins courant que les Ultrafex ou Photax concurrents sont légèrement plus courus.